# 54. Infanterie-Brigade (4. Königlich Württembergische)
Die 54. Infanterie-Brigade (4. Württembergische) war ein Großverband der Württembergischen Armee.

## Geschichte
Der Großverband wurde im Zuge der Regierungsübernahme von Wilhelm I. und der Umbildung der Armee ursprünglich am 31. März 1817 als 4. Infanterie-Brigade in Ulm errichtet. Ihr waren das 7. und 8. Infanterie-Regiment sowie die Garnisonskompanie der Festung Hohenasperg unterstellt. Im Jahr 1835 wurden die beiden Regimenter durch das 2. und 6. Infanterie-Regiment ersetzt. 1847 schieden der letztgenannte Verband und die Garnisonskompanie aus dem Brigadeverband und das 3. Infanterie-Regiment trat unter das Kommando. Infolge von Organisationsveränderung wurde die Brigade am 27. Juli 1849 aufgehoben und die Verbände der neuformierten Infanterie-Division mit ihren drei Infanterie-Brigaden zugeteilt.
Nach dem Krieg gegen Frankreich wurde der Großverband am 22. November 1871 wiedererrichtet und das Kommando vorerst dem Kommandeur der 3. Infanterie-Brigade mit übertragen. Am 18. Dezember 1871 erhielt die Formation die Bezeichnung 54. Infanterie-Brigade (4. Königlich Württembergische) und am 4. März 1872 erfolgte die Aufstellung des Brigadestabes. Sie gehörte zur 27. Division (2. Königlich Württembergische) und ihr war zunächst lediglich das 2. Infanterie-Regiment Kaiser Wilhelm König von Preußen Nr. 120 unterstellt, bevor das 8. Infanterie-Regiment Nr. 126 hinzutrat. Dieser Verband war aber gleichzeitig bis 1897 zum XV. Armee-Korps abkommandiert.
Zu diesem Zeitpunkt trat die letzte Formationsveränderung in Friedenszeiten ein und der Brigade waren die Infanterie-Regimenter Nr. 120, 127 und 180 unterstellt.

### Erster Weltkrieg
Bei Ausbruch des Ersten Weltkriegs machte die Brigade Anfang August 1914 mobil. Das 10. Infanterie-Regiment trat zur 51. Reserve-Infanterie-Brigade über und der Brigadeverbund wurde um die 1. Eskadron des Ulanen-Regiments „König Karl“ (1. Württembergisches) Nr. 19 ergänzt. In der Folgezeit nahmen die Truppen bei der 27. Infanterie-Division an den Kämpfen an der Westfront teil. Während der Kämpfe an der Vogesenfront wurde die Brigade zum 31. Januar 1917 aufgelöst.

### Kommandanten/Kommandeure
| Dienstgrad                   | Name                                        | Datum                                                               |
| ---------------------------- | ------------------------------------------- | ------------------------------------------------------------------- |
| Generalmajor                 | Karl von Hohenlohe-Kirchberg                | 1817 bis 1819                                                       |
| Generalmajor                 | Christian Friedrich von Hypeden             | 1819 bis 1830                                                       |
| Generalmajor                 | Karl von der Lippe-Biesterfeld-Falkenflucht | 1830 bis 1837                                                       |
| Generalmajor                 | Eugen Heinrich Georg von Klinkowström       | 1837 bis 1841                                                       |
| Generalmajor                 | Matthias Ludwig von Valois                  | 1841 bis 1842                                                       |
| Generalmajor                 | Ernst Alois von Meisrimmel                  | 1842 bis 1849                                                       |
| Oberst/Generalmajor          | Ludwig von Mauch                            | 4. März 1872 bis 31. Januar 1873                                    |
| Oberst/Generalmajor          | Friedrich von Triebig                       | 1. Februar 1873 bis 8. Februar 1878                                 |
| Generalmajor                 | Friedrich Pergler von Perglas               | 9. Februar 1878 bis 17. Juni 1879                                   |
| Generalmajor                 | Gustav von Brandenstein                     | 18. Juni 1879 bis 27. März 1881                                     |
| Oberst                       | Ernst Pergler von Perglas                   | 28. März bis 1881 bis 29. März 1882 (mit der Führung beauftragt)    |
| Oberst                       | Ernst Pergler von Perglas                   | 30. März 1882 bis 7. Juni 1883                                      |
| Generalmajor                 | Gustav von Steinheil                        | 14. Juni bis 27. Juli 1883                                          |
| Oberst                       | Wilhelm von Woelckern                       | 0 4. August bis 16. Dezember 1883 (mit der Führung beauftragt)      |
| Oberst/Generalmajor          | Wilhelm von Woelckern                       | 17. Dezember 1883 bis 22. September 1887                            |
| Oberst                       | Otto von Clausen                            | 23. September 1887 bis 17. August 1888 (mit der Führung beauftragt) |
| Generalmajor                 | Otto von Clausen                            | 18. August 1888 bis 24. Juni 1889                                   |
| Generalmajor                 | Theodor von Sprösser                        | 25. Juni 1889 bis 16. Juli 1890                                     |
| Generalmajor                 | Wilhelm Seutter von Loetzen                 | 24. Juli 1890 bis 10. Dezember 1891                                 |
| Preuß. Generalmajor          | Viktor von Mikusch-Buchberg                 | 22. Dezember 1891 bis 16. November 1892                             |
| Preuß. Generalmajor          | Hans von Monbart                            | 1. Dezember 1892 bis 28. Januar 1893 (mit der Führung beauftragt)   |
| Preuß. Generalmajor          | Hans von Monbart                            | 29. Januar 1895 bis 1. März 1895                                    |
| Generalmajor                 | Reinhard von Fischer                        | 02. März 1895 bis 24. November 1898                                 |
| Preuß. Oberst                | Arthur von Brietzke                         | 25. bis 28. November 1898 (mit der Führung beauftragt)              |
| Preuß. Generalmajor          | Arthur von Brietzke                         | 29. November 1898 bis 15. November 1899                             |
| Preuß. Oberst                | Julius von Salmuth                          | 16. November 1899 bis 26. Januar 1900 (mit der Führung beauftragt)  |
| Preuß. Generalmajor          | Julius von Salmuth                          | 27. Januar 1900 bis 21. März 1903                                   |
| Generalmajor                 | Karl von Reinhardt                          | 22. März 1903 bis 15. März 1905                                     |
| Oberst                       | Otto von Hügel                              | 16. März bis 21. April 1905 (mit der Führung beauftragt)            |
| Generalmajor                 | Otto von Hügel                              | 22. April 1905 bis 17. Juni 1908                                    |
| Oberst                       | Friedrich von Gerok                         | 18. Juni bis 17. August 1908 (mit der Führung beauftragt)           |
| Generalmajor/Generalleutnant | Friedrich von Gerok                         | 18. August 1908 bis 21. März 1912                                   |
| Generalmajor                 | Friedrich von Auwärter                      | 22. März 1912 bis 21. April 1914                                    |
| Preuß. Generalmajor          | Felix Langer                                | 22. April 1914 bis 20. April 1916                                   |
| Oberst                       | Otto Haas                                   | 21. April 1916 bis 19. Juli 1915                                    |
|                              | Eugen Glück                                 | 20. Juli 1915 bis 31. Januar 1917                                   |